# Kolonizace Venuše

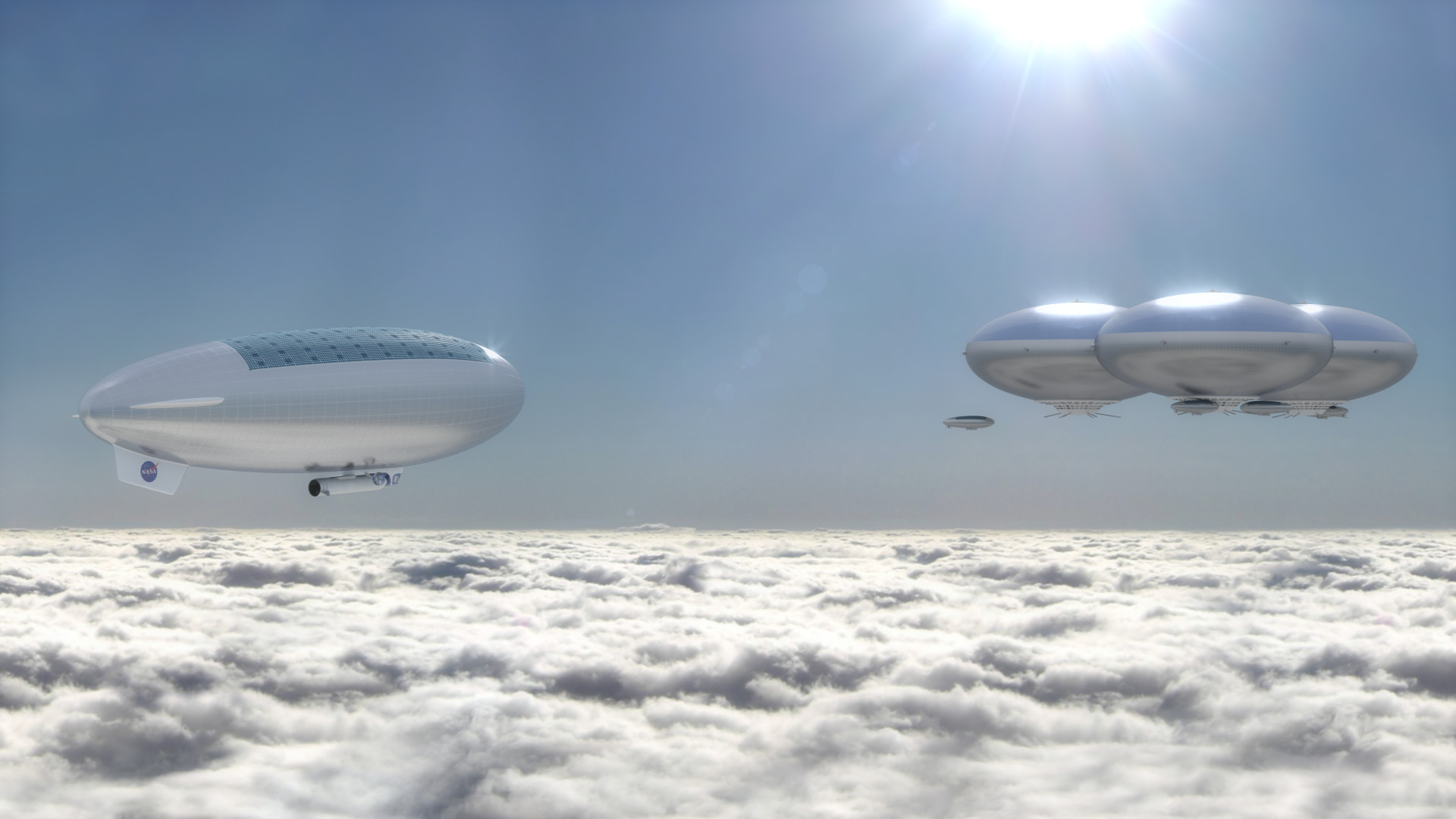
Umělecké ztvárnění plovoucí základny na Venuši

Kolonizace Venuše byla předmětem mnoha sci-fi děl už před prvními lety do vesmíru a stále se řeší, ať už z fiktivního nebo vědeckého hlediska. Nicméně po objevu extrémně nehostinných podmínek panujících na povrchu Venuše se kolonizační plány soustředily hlavně na Měsíc a Mars. Návrhy pro Venuši se zaměřily na kolonie plovoucí v horní a střední atmosféře a terraformaci.

## Důvody kolonizace
Vesmírná kolonizace je krokem vesmírného výzkumu a znamená trvalou nebo dlouhodobou přítomnost lidí v prostředí mimo Zemi. Kolonizace vesmíru byla Stephenem Hawkingem považována za nejlepší způsob, jak zajistit přežití lidstva. Mezi další důvody kolonizace patří ekonomické zájmy, dlouhodobý vědecký výzkum prováděný lidmi a pouhá zvědavost. Venuše je druhá největší planeta terestrického typu a je nejblíže Zemi, což z ní dělá potenciální cíl.

## Výhody

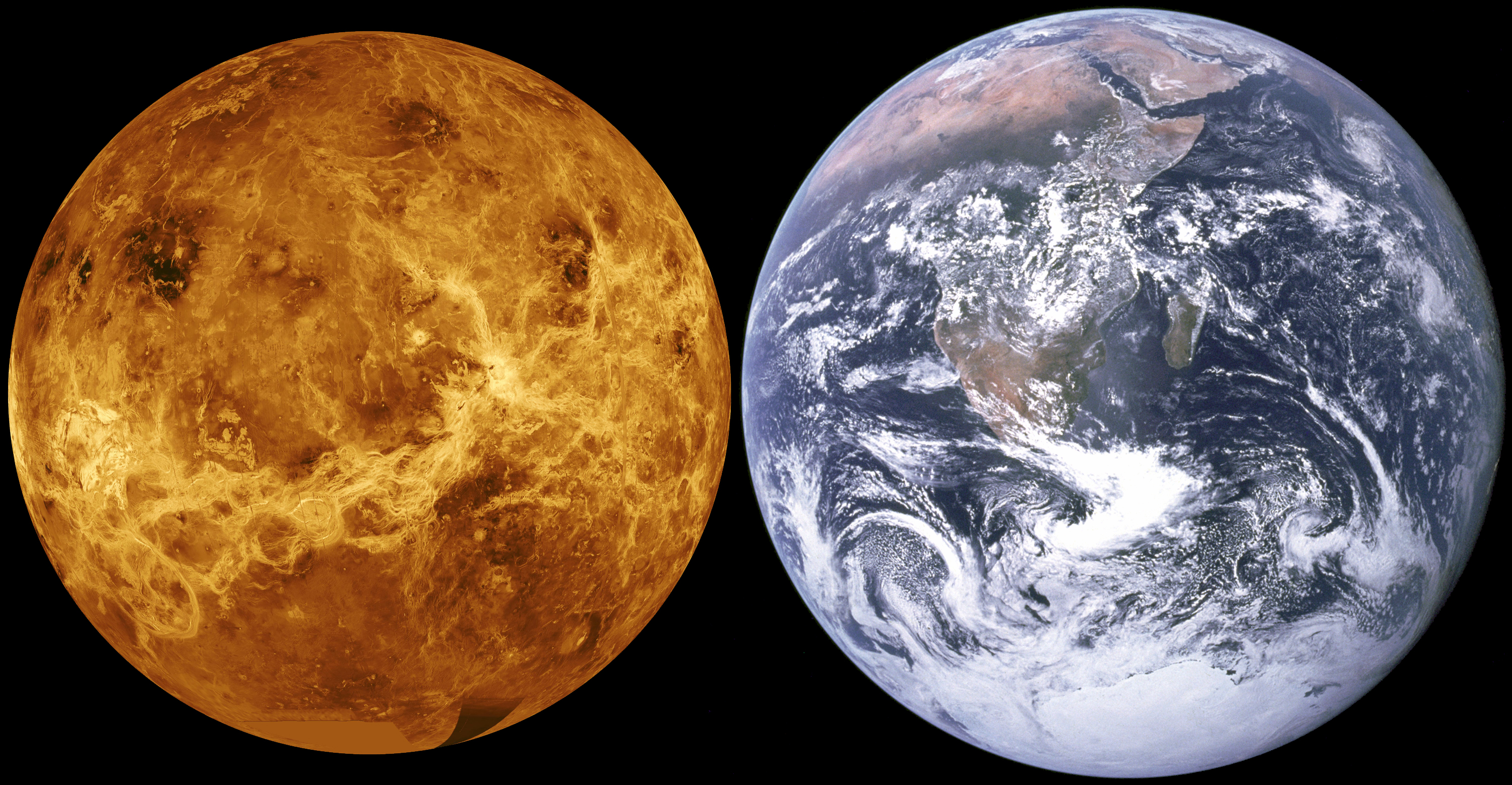
Srovnání velikosti Venuše a Země. Venuše je skoro stejně velká jako planeta Země.

Venuše má určité podobnosti se Zemí, které by mohly usnadnit její kolonizaci. Tyto podobnosti a relativní blízkost vedly k tomu, aby Venuše byla nazývána "sesterskou planetou" Země.
- Do současné doby není známo, zda by gravitace Marsu (0,38 G) stačila k tomu, aby zabránila odvápnění kostí a ztrátě svalové hmoty, což jsou účinky, které astronauti pociťují v mikrogravitaci. Naproti tomu gravitace Venuše je velmi podobná té zemské (0,904 G). Taková gravitace by pravděpodobně zabránila zdravotním potížím spojeným s mikrogravitací. Většina ostatních plánů na průzkum a kolonizaci vesmírných objektů čelí právě obavám ze škodlivého účinku dlouhodobé expozice mikrogravitaci na lidský pohybový aparát.
- Relativní blízkost Venuše usnadňuje dopravu a komunikaci. Se současnými pohonnými systémy se startovací okno na Venuši vyskytuje každých 584 dní, ve srovnání se 780 dny na Marsu. Doba letu je také poněkud kratší - sonda Venus Express, která dorazila na Venuši v roce 2006, letěla něco přes 5 měsíců. K Marsu by cesta trvala 7 měsíců a vzdálenost k němu je 55 milionů kilometrů. Vzdálenost k Venuši je pouze 40 mil. kilometrů.
- Atmosféra Venuše je většinou tvořena převážně oxidem uhličitým. Vzhledem k tomu, že kyslík a dusík jsou lehčí než oxid uhličitý, balony naplněné dýchatelným vzduchem, který je tvořen převážně právě dusíkem a kyslíkem, by se volně vznášely ve výšce přibližně 50 km. V této výšce je teplota zvládnutelná (75 °C). Ve výšce 5 km je teplota pouhých 27 °C, ale je tam obrovský atmosférický tlak.
- Atmosféra Venuše obsahuje důležité prvky pro lidský život a rozvoj zemědělství: uhlík, vodík, kyslík, dusík a síru.
- Horní atmosféra by navíc mohla poskytovat ochranu proti škodlivému slunečnému záření, podobnou té zemské. Atmosféra Marsu a v podstatě neexistující atmosféra Měsíce poskytují jen minimální ochranu.

## Problémy

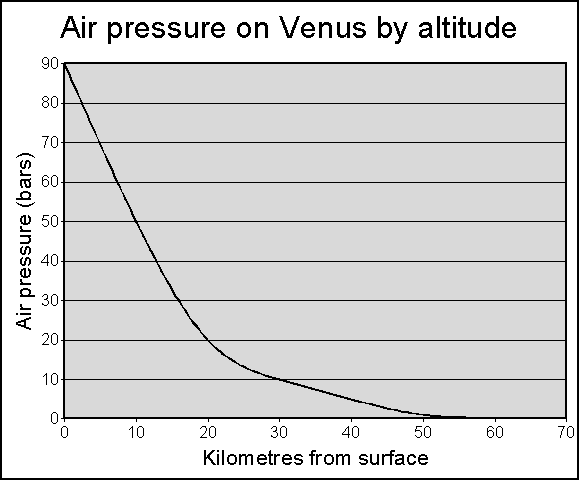
Atmosférický tlak na Venuši. Na povrchu je asi 90× vyšší než na Zemi. Se stoupající výškou tlak klesá, ve výšce 50 km dosahuje asi 1 bar (tlak na povrchu Země).

Potenciální kolonizace Venuše lidmi by čelila několika významným výzvám. Povrchové podmínky na Venuši jsou obtížně řešitelné: teplota na rovníku je v průměru kolem 450 °C, tedy více než je bod tání olova, což je 327 °C. Atmosférický tlak na povrchu je také nejméně devadesátkrát větší než na Zemi, což odpovídá tlaku pod kilometrem vody. Tyto podmínky byly důvodem, proč mise na povrch měly extrémně krátké trvání: sovětské sondy Veněra 5 a Veněra 6 byly rozdrceny vysokým atmosférickým tlakem již ve výšce 18 km nad povrchem. Sondám, které přistály, jako Veněra 7 a Veněra 8, se podařilo po přistání odvysílat data, ale i tyto mise byly krátké a sondy na povrchu nevydržely v provozuschopném stavu déle než jednu hodinu.
Kromě toho voda, v jakékoli formě, na Venuši téměř zcela chybí. Atmosféra postrádá molekulární kyslík a je tvořena především oxidem uhličitým. Kromě toho se viditelné mraky skládají z kyseliny sírové a par oxidu siřičitého.

## Průzkum Venuše
Od roku 1962 navštívilo Venuši přes 20 úspěšných kosmických misí. Poslední evropskou sondou byl Venus Express, který byl na oběžné dráze kolem planety v letech 2006 až 2014. Japonská sonda Akacuki selhala při svém prvním pokusu o vstup na oběžnou dráhu Venuše, ale 7. prosince 2015 při dalším pokusu na orbitu úspěšně vstoupila. Jsou navrženy další nízkonákladové mise za účelem dalšího zkoumání atmosféry Venuše, protože oblast 50 km nad povrchem, kde je tlak plynu na stejné úrovni jako na Zemi, ještě nebyla důkladněji prozkoumána.

## Umělé hory
Jako alternativa k plovoucím městům bylo navrženo, že by na povrchu Venuše mohly být postaveny velké umělé hory, které by dosahovaly až do výšky 50 kilometrů nad povrch, kde jsou atmosférické teplotní a tlakové podmínky podobné zemským. Takové stavby by mohly být postaveny pomocí autonomních robotických buldozerů a bagrů, které by byly zpevněny proti extrémní teplotě a tlaku atmosféry Venuše. Robotické stroje by byly pokryty vrstvou tepelné a tlakové stínicí keramiky, s vnitřními tepelnými čerpadly na bázi hélia uvnitř strojů, která by ochlazovala vnitřní jadernou elektrárnu a udržela vnitřní elektroniku a pohony motoru stroje chlazené na provozní teplotu. Tyto stroje by mohly být navrženy tak, aby fungovaly roky bez vnějšího zásahu za účelem budování kolosálních hor, které by sloužily jako ostrovy kolonizace na obloze Venuše.

## Terraformace

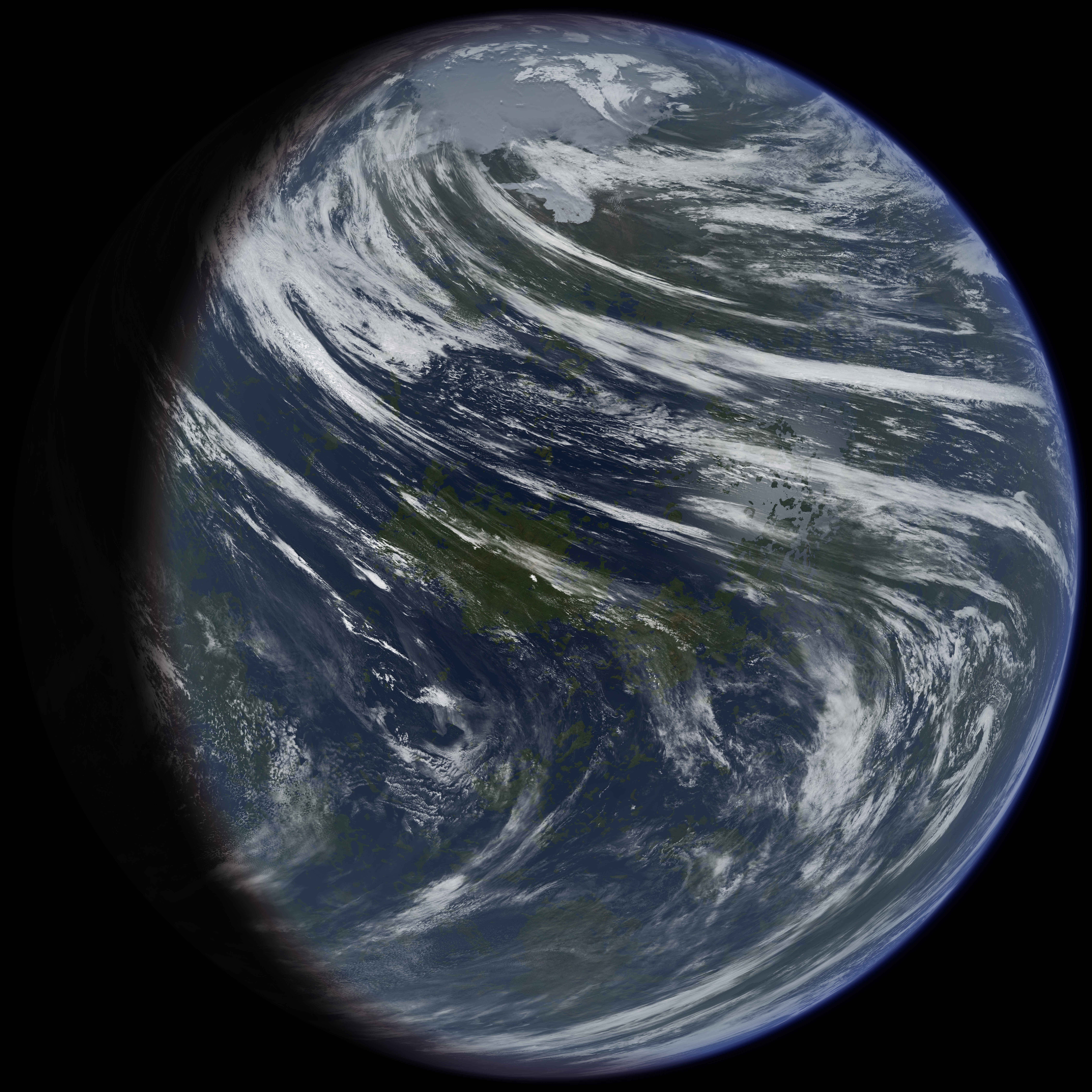
Představa terraformované Venuše

Venuše je tématem mnoha návrhů na terraformaci. Návrhy se snaží odstranit nebo přeměnit hustou atmosféru oxidu uhličitého, snížit povrchovou teplotu (z 450 °C na pro člověka přijatelnou úroveň) a vytvořit cyklus den-noc blízký Zemi.
Mnoho návrhů zahrnuje vytvoření slunečního stínu nebo systému orbitálních zrcadel za účelem snížení množství dopadajícího slunečního záření a naopak poskytnutí světla temné straně Venuše. Dalším společným prvkem ve většině návrhů je přivedení velkého množství vodíku nebo vody. Návrhy také zahrnují buď zmrazení většiny atmosférického CO2na Venuši, nebo jeho přeměnu na uhličitany, močovinu či jiné formy.